# Kosmos 1402
De Kosmos 1402 (Russisch: Космос 1402) was een Sovjet-Russische spionagesatelliet met een kernreactor die in 1983 onbedoeld terugkeerde in de atmosfeer.
De satelliet werd gelanceerd op 30 augustus 1982. Dit type spionagesatelliet (door de Amerikanen RORSAT genoemd, radar ocean reconnaissance satellite) was bedoeld voor het traceren van Amerikaanse marineschepen. Het had een radar aan boord, waarvoor een kleine kernreactor (met ca. 45 kg hoogverrijkt uranium) de energie leverde. De satellieten bevonden zich op relatief geringe hoogte, vaak niet hoger dan 250 km. Op die hoogte bevindt zich al genoeg atmosferisch materiaal om de satellieten af te remmen, zodat ze regelmatig naar een hogere baan 'geboost' moesten worden.
De normale gang van zaken aan het einde van een missie was om de verschillende delen van de satelliet van elkaar te scheiden, waarbij de reactorkern in een hogere baan werd gebracht (ca. 1000 km) die wél stabiel is, terwijl men de rest van de satelliet liet opbranden bij terugkeer in de atmosfeer. Zoals eerder bij de Kosmos 954 lukte het niet om de kernreactor in een hogere baan te krijgen.
Het grootste deel van de satelliet kwam op 23 januari 1983 neer boven de Indische Oceaan, waarbij het vermoedelijk geheel verbrandde. De reactorkern trad op 7 februari binnen in de atmosfeer, ongeveer 1800 km ten oosten van Brazilië.